# Johanna av Valois
Johanna av Valois, född 1294 i Longpont, död 7 mars 1342, var grevinna av Hainaut och Holland 1305–1337 som gift med greve Wilhelm I av Hainault.  Hon var dotter till den franske prinsen Karl av Valois och Margareta I av Anjou. 
Johanna gifte sig 1305 med Wilhelm I. Hon beskrivs som klok och from och ansågs uppfylla sina traditionella plikter som beskyddare av litteratur och konst, husmor och politisk rådgivare och medlare väl. Hon höll sig politiskt insatt genom sin släkt i England och Frankrike och fungerade flera gånger som regent i Hainaut och Holland under sin makes frekventa resor. 
Hon blev änka 1337. Hon blev då formellt nunna i klostret Fontanelles, men det var en mycket mild klostertillvaro och hon var fortfarande en del av hovlivet. 
Hon är mest känd för det medlaruppdrag hon fick under hundraårskriget år 1340, när hennes svärson belägrade Tournai, som tillhörde hennes bror, kungen av Frankrike. Hon bad dem båda i sin tur om fred, vilket gjorde det möjligt för dem att underteckna ett fredsfördrag utan att förlora ansiktet.